# Бурлача Балка
Бурла́ча Ба́лка — село Чорноморської міської громади в Одеському районі Одеської області в Україні. Місцева адміністрація розташована за адресою: с. Бурлача Балка, вул. Інститутська 22. Поштовий індекс 68094.

## Географія

### Вулиці
- Виноградна
- Єсеніна
- Інститутська
- Північна
- Приморська
- Садова
- Степова
- Сонячна
- Центральна
- Шевченка
- Шкільна

## Історія
Утворене в кінці XVIII століття запорізькими козаками і вільними людьми.

## Політика

### Парламентські вибори, 2019
На позачергових парламентських виборах 2019 року у селі функціонувала окрема виборча дільниця № 511041, розташована у приміщенні будинку культури.
Результати
- зареєстровано 926 виборців, явка 45,36%, найбільше голосів віддано за «Слугу народу» — 49,04%, за «Опозиційну платформу — За життя» — 25,24%, за Партію Шарія — 4,81%.[2] В одномандатному окрузі найбільше голосів отримав Сергій Колебошин (Слуга народу) — 44,67%, за Василя Гуляєва (самовисування) — 16,87%, за Сергія Боба (Опозиційна платформа — За життя) — 12,41%[3].

## Економіка

### Банківські установи
Відділення № 1 Чорноморської філії банку «Південний», Бізнес центр «Борей», вул. Північна, 41.

### Промисловість
- Чорноморський морський рибний порт, вул. Центральна 1
- Поромна переправа морського порту Чорноморськ, вул. Інститутська
- ТОВ «АКВАФРОСТ», завод з виробництва делікатесів (ТМ Водный мир), вул. Центральна 1-Е
- ПрАТ «Чорномортехфлот», вул. Центральна 99
- ПрАТ «Чорноморський паливний термінал», вул. Північна 2
- Південь-Поліграф, виробничо-поліграфічна компанія, вул. Північна 9
- Складський комплекс «Золоте руно», вул. Приморська 3
- Компанія «Тумен», кабельна продукція, вул. Приморська 3а
- Пивзавод «Чорномор», вул. Пивоварна

## Транспорт
З Одесою село пов'язано:
- трамвайним маршрутом № 27 (Старосінна площа—Рибний порт)
- маршрутним автобусом № 220 (вул. Преображенська—Рибний порт)

Через село Бурлача Балка проходять автобусні маршрути з Чорноморська до Одеси: № 15,25,60,88, а також № 535 маршрутом Овідіополь-Одеса.
Бурлача Балка з'єднана із містами Варна (Болгарія), Батумі та Поті (Грузія), Стамбул (Туреччина) через морську залізничну переправу, відкриту в 1978 році.
У селі за адресою вул. Центральна 19 розташований яхт-клуб «Бурлача Балка» в якому знаходиться більше 100 яхт і катерів. Частина з них перемістилася з яхт-клубу «Отрада» після зміни умов оренди в останньому.

## Населення
Згідно з переписом 1989 року населення села становило 1168 осіб, з яких 519 чоловіків та 649 жінок.
За переписом населення 2001 року в селі мешкало 1067 осіб.

### Мова
Розподіл населення за рідною мовою за даними перепису 2001 року:
| Мова       | Відсоток |
| ---------- | -------- |
| українська | 83,07 %  |
| російська  | 15,05 %  |
| болгарська | 0,56 %   |
| білоруська | 0,28 %   |
| вірменська | 0,19 %   |
| румунська  | 0,19 %   |

## Освіта
Загальноосвітня школа вул. Інститутська 22.

## Науково-дослідні організації
Науково-дослідний і проектно-конструкторський інститут морського флоту України вул. Північна, 11

## Культура
Клуб вул.Центральна 103.
Наприкінці жовтня 2011 року у селі відкрився пам'ятник Василю Сагайдаку — українському письменнику. Відкриття монумента у цьому селі сталося через відсутність коштів та бажання Чорноморської міської ради встановити пам'ятник в Чорноморську.